# Zaostrowiecze (gmina)
Zaostrowiecze – dawna gmina wiejska istniejąca do 1939 roku w woj. poleskim/woj. nowogródzkim (obecnie na Białorusi). Siedzibą gminy było Zaostrowiecze.
Początkowo gmina należała do powiatu słuckiego. 7 listopada 1920 r. została przyłączona do nowo utworzonego powiatu łuninieckiego pod Zarządem Terenów Przyfrontowych i Etapowych. 19 lutego 1921 r. wraz z całym powiatem weszła w skład nowo utworzonego województwa poleskiego. 1 lipca 1926 roku gmina została przyłączona do powiatu nieświeskiego w woj. nowogródzkim.
Po wojnie obszar gminy Zaostrowiecze wszedł w struktury administracyjne Związku Radzieckiego.